# Distillation sur membrane

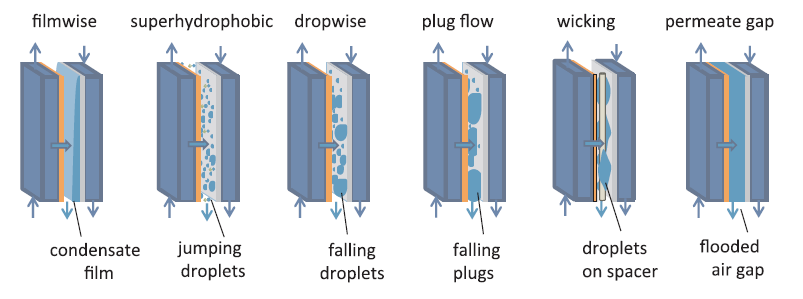
Schéma de principe.

La distillation sur membrane est un procédé de séparation liquide-liquide inventé par le Suédois Nils Kjellander en 1984. Il fait intervenir une membrane ayant la propriété d'être perméable aux gaz mais étanche aux liquides. Il est à distinguer du procédé de pervaporation faisant intervenir le phénomène d'adsorption.

## Principe
Une face de la membrane est en contact avec la solution à séparer, chauffée typiquement à 90 °C. L'autre face de la membrane est un vide partiel, assurant une faible pression partielle en distillat. La vaporisation de certains des composés se produit sous l'effet de cette basse pression, et leurs vapeurs diffusent au travers de la membrane. Une paroi réfrigérée faisant face à la membrane assure la condensation de ces vapeurs et le maintien de la basse pression partielle.

## Applications
Cette technique est essentiellement prévue pour la désalinisation d'eau de mer.